# Cantone di Beaumont-le-Roger
Il Cantone di Beaumont-le-Roger era una divisione amministrativa dell'arrondissement di Bernay.
A seguito della riforma approvata con decreto del 25 febbraio 2014, che ha avuto attuazione dopo le elezioni dipartimentali del 2015, è stato soppresso.

## Composizione
Comprendeva i comuni di
- Barc
- Barquet
- Beaumontel
- Beaumont-le-Roger
- Berville-la-Campagne
- Bray
- Combon
- Écardenville-la-Campagne
- Fontaine-la-Soret
- Goupillières
- Grosley-sur-Risle
- La Houssaye
- Launay
- Nassandres
- Perriers-la-Campagne
- Le Plessis-Sainte-Opportune
- Romilly-la-Puthenaye
- Rouge-Perriers
- Sainte-Opportune-du-Bosc
- Thibouville
- Tilleul-Dame-Agnès
- Le Tilleul-Othon